# Justicia ramulosa
Justicia ramulosa là một loài thực vật có hoa trong họ Ô rô. Loài này được (Morong) C.Ezcurra mô tả khoa học đầu tiên năm 1988.